# Joint Force Air Component Commander
 (décembre 2022).
Joint Force Air Component Commander (JFACC), est un terme utilisé par le département de la Défense des États-Unis pour désigner un officier de rang de général responsable d’un composant de l’armée de l’air au sein d’une opération militaire interarmées.
Équivalent du commandement d’opérations Air selon la doctrine militaire française. Aux côtés du commandant opératif (EMIAFE/Creil), le commandant air est responsable de l’espace dans la zone d’opération et envoie les tâches opérationnelles au centre multinational d'opérations aériennes (CAOC) par le biais d’un ordre de mission aérienne (air tasking order ou ATO).
Depuis le retour de la France dans le commandement intégré de l'OTAN, le terme JFACC, à l’origine d’usage exclusivement américain, est devenu d’usage courant dans les forces armées françaises.